# Aktivno oglje
Aktivno oglje je oglje, pridobljeno s posebnimi tehnikami aktivacije, ki povzročijo veliko poroznost v strukturi in posledično veliko površino. Tako pripravljeno oglje veže oziroma adsorbira velike količine snovi, kar je tudi bistvo njegove uporabe. Uporablja se na primer pri čiščenju plinov, zlata, vode, dekofeinizaciji kave, kot adsorbent v filtrih itd.
V medicini se imenuje tudi medicinsko oglje (lat. carbo medicinalis) in se uporablja kot adsorbent pri peroralnih zastrupitvah ali nekaterih črevesnih okužbah.

## Uporaba v medicini
Aktivno oglje je droben, netopen, porozen, nestrupen prah, ki ima veliko sposobnost vezave za večino zaužitih strupov v neionizirani obliki in se uporablja kot nespecifično protisredstvo proti strupom. Starejši pripravki oglja imajo vezavno površino približno 1000 m2/g, novejši pa še večjo (2500 do 3500 m2/g). Aktivno oglje ima dobro adsorptivno delovanje za snovi, katerih molekulska masa se giblje v razponu med 100 in 1000 Da (g/mol), veliko slabše pa adsorbira snovi z majhno molekulsko maso (alifatske alkohole – metanol, izopropanol, etanol; kovine – železo, svinec, živo srebro; mineralne kisline). Aktivno oglje tudi zelo dobro adsorbira pline v prebavilih in tako deluje proti napenjanju. Prehaja skozi želodec v črevesje in pri tem ne nevtralizira želodčne kisline. Aktivno oglje ne adsorbira cianidov. Aktivno oglje se ne adsorbira iz prebavil. Pospešuje tudi izločanje v telo že absorbiranega strupa skupaj z žolčem (enterohepatičnega obtoka), hkrati pa veže strup, ki se po predhodni adsorpciji ponovno izloča v prebavila (enteroenteralni obtok).

### Odmerjanje
Aktivno oglje se uporabi znotraj prve ure po zaužitju potencialno toksičnega odmerka strupa. Po tem času učinkovitost ni dokazana. Za odraslega zastrupljenca znaša priporočeni začetni odmerek aktivnega oglja 1 g/kg telesne teže. Praviloma naj bi bilo aktivnega oglja 10-krat več od domnevne količine zaužitega strupa. Odmerke od 10 do 40 g aktivnega oglja lahko ponavljamo vsake 4–6 ur do kliničnega izboljšanja ali dokler se koncentracija strupa v krvni plazmi ne zniža pod toksično raven.